# امین رئیس
محمد امین رئیس (زاده ۲۶ آوریل ۱۹۴۴) یک سیاستمدار اندونزیایی است. او یکی از رهبران جنبش اصلاحات بود که رئیس جمهور سوهارتو را در سال ۱۹۹۸ مجبور به استعفا کرد. امین رئیس از سال ۱۹۹۵ تا ۲۰۰۰ رهبر سازمان محمدیه، یکی از دو سازمان بزرگ مسلمان در اندونزی بود. وی از سال ۱۹۹۹ تا ۲۰۰۴ رئیس مجلس شورای خلق (MPR) بود. در دوران ریاست وی، MPR یک سری اصلاحات در قانون اساسی اندونزی تصویب کرد. این اصلاحات، از جمله، انتخابات مستقیم ریاست جمهوری، محدود کردن دورهٔ ریاست جمهوری (دو دوره) و ایجاد دادگاه قانون اساسی را در پی داشت.